# Мали, Синиша
Синиша Мали (сербская кириллица: Синиша Мали; родился 25 августа 1972 года) — сербский экономист и политик, министр финансов Сербии с 29 мая 2018 года. Мали ранее был мэром Белграда с 2014 по 2018 год и президентом временного совета Белграда с 2013 по 2014 год.
Открытие плагиата в докторской диссертации Мали было одним из триггеров для антиправительственных протестов, ведущих к 12-дневной блокаде студентами главного здания Белградского университета с целью отозвать докторскую степень Мали.

## Биография
Синиша Мали родился 25 августа 1972 года в Белграде. Окончил 5-ю Белградскую грамматическую школу. В 1995 году он завершил бакалавриат, а в 1998 году получил степень магистра на экономическом факультете Белградского университета. Во время учёбы на бакалавриате Мали получил награду студента поколения, а после окончания учёбы он получил награду за лучшую диссертацию.
В качестве стипендиата стипендии ученого Рона Брауна в 1999 году он получил степень магистра по финансам (магистр деловой администрации) в Университете Вашингтона в Сент-Луисе, Соединенные Штаты Америки. Во время учёбы Мали работал помощником по пяти курсам в области деловых финансов. После изучения Мали получил награду как лучший студент в области финансов и возможность быть среди 10 лучших студентов, которые будут обучаться в 20-ти лучших бизнес-школах в Соединенных Штатах.
В 2013 году Мали защищал докторскую диссертацию «Создание ценности через процесс реструктуризации и приватизации — теоретические концепции и достигнутые результаты в Сербии» на факультете организационных наук, Белградского университета.
До начала политической карьеры Мали был финансовым советником в частном секторе. Работал в нескольких частных компаниях, которые занимались консультированием в области финансовых услуг. В период с 1995 по 1997 год Мали работал в Deloitte &Touche в Белграде и в их пражском офисе с 1999 по 2001 год. Во время его пребывания в Соединенных Штатах он работал в Credit Suisse First Boston в группе слияний и поглощений в Нью-Йорке.
В 2001 году он был назначен помощником министра приватизации в Министерстве экономики и приватизации. Во время своего пребывания на посту Мали отвечал за исполнение процесса приватизации в Республике Сербия и подготовке различных законов в этой области. В конце 2001 года он работал в приватизационном агентстве, где был директором Центра тендерной приватизации. Он оставался на этой позиции до конца 2003 года.
С 2005 по 2008 год Мали был председателем компании Real Estate «NCA Investment Group Doo Beograd».
Мали был председателем нескольких советов директоров, в том числе Fiat Automobil Srbija и Komercijalna Banka, а также председателем Наблюдательного комитета Air Serbia. Кроме того, он был председателем Оргкомитета Европейской легкой атлетики 2017 года в Белграде и Euroleague 2018 года.
В 2012 году Мали был назначен советником по экономическим вопросам первого заместителя премьер-министра Александра Вучича. Через год Мали был назначен главным переговорщиком с инвесторами из Объединенных Арабских Эмиратов. Он провел переговоры о стратегическом партнерстве между тогдашней государственной компанией JAT и Etihad Airways, которые привели к созданию Air Serbia.
После отставки мэра Драгана Джиласа в ноябре 2013 года Мали был назначен президентом временного совета Белграда. После выборов 2014 года в Белграде Мали был избран мэром по предложению победившей Сербской прогрессивной партии.
С момента его назначения в 2014 году Мали инициировал всеобъемлющую программу финансовой консолидации, чтобы достичь устойчивой налоговой стабилизации. Во время его пребывания на посту мэра Белграда Мали сумел вдвое сократить долг города Белграда, который в 2014 году составил 1,2 млрд евро и сократить дефицит бюджета в четыре раза. Мали провел консолидацию задолженности общественных коммунальных предприятий, которые в первые за три года его пребывания привели к чистой прибыли в размере 9,5 млрд динаров. Ему удалось мобилизировать значительное количество проектов инвестиций, которые способствовали низкой безработице. Наиболее значимым является новый проект HUB «Белградская набережная» (общая сумма набережной 3,5 млрд евро), открытие первого магазина IKEA и бренда Hilton Hotels & Resorts в Сербии, а также открытие завода китайских автомобильных деталей MEI TA Europe Ltd..
В октябре 2015 года опубликованы документы из официального бизнес-регистра Болгарии которые показывают, что Синиша является директором двух оффшорных компаний с Британские Виргинские острова и что он купил 24 квартиры через них в болгарском курорте «Святой Николай». Мали утверждал, что его подпись была сфальсифицирована на этих документах, но не предоставил доказательств своей версии. На том же портале также указаны признаки того, что Синиша Мали использовал должность в приватизационном агентстве, чтобы приобрести имущество для себя и своей семьи. 3 октября 2021 Международный консорциум журналистов-расследователей опубликовал Архив Пандоры — внутренний архив 14 офшорных регистраторов, в котором в том числе содержится информация, что Мали принадлежат 24 квартиры в элитном жилом комплексе на черноморском побережье Болгарии. В 2015 году Мали отрицал владение данной недвижимостью и обещал отдать журналистам ключи от этих квартир, если они докажут, что они действительно находятся в его собственности.
29 мая 2018 года он был назначен министром финансов Республики Сербия в Кабинете Аны Брнабич, после отставки Душана Вуйовича.
4 июля 2019 года Мали был назначен президентом координационного органа по борьбе с отмыванием денег и финансированием терроризма, где он заменил заместителя премьер-министра и министра внутренних дел Небоейша Стефановича.
Мали занимает должность члена Президиума Сербской прогрессивной партии.

## Личная жизнь
Мали разведён; имеет двоих сыновей и дочь.